# Joods verzet tegen de nazi's
Het Joodse verzet tegen de nazi's omvatte het verzet van Joden en/of mensen van Joodse afkomst tegen nazi-Duitsland voorafgaand en tijdens de Tweede Wereldoorlog, waaronder tegen de Holocaust. Hoewel de meeste Europese Joden door de militaire overmacht en georganiseerde vervolging niet in staat waren om zich te verzetten, waren er meer dan honderd gewapende opstanden en talloze andere verzetsdaden.

## Soorten verzet
In zijn boek The Holocaust: The Jewish Tragedy noemt Martin Gilbert de volgende soorten verzet:
"In elk getto, deportatietrein, werkkamp, zelfs vernietigingskamp, was de wil tot verzet sterk en nam vele vormen aan. Vechten met de wapens die te vinden waren, individuele daden van protest, de moed om voedsel en water te vinden onder bedreiging met de dood, de meerderwaardigheid om de Duitsers hun verlustiging over paniek en wanhoop te onthouden.
Zelfs passiviteit was een vorm van verzet. Sterven met waardigheid was een vorm van verzet. Het weerstaan van de demoraliserende, wrede kracht van kwaad, het weigeren om gereduceerd te worden tot het niveau van dieren, het leven door de marteling heen, het overleven van de martelaren, dat waren ook acties van verzet. Vooral het geven van een getuigenis van deze gebeurtenissen was, uiteindelijk, een bijdrage aan overwinning. Simpelweg het overleven was een overwinning van de menselijke geest."

Deze zienswijze wordt gedeeld door Yehuda Bauer, die schreef dat het verzet tegen de nazi's niet alleen fysiek was maar elke activiteit die het Joodse volk waardig- en menselijkheid gaf onder de meest vernederende en onmenselijke omstandigheden. Bauer bestrijdt de wijdverbreide opvatting dat de meeste Joden passief hun dood tegemoet gingen. Hij betoogt dat gegeven de levensomstandigheden van de Joden in Oost-Europa het juist verrassend is hoeveel verzet er geboden werd.

### Getto's
In april-mei 1943 kwamen de Joden van het getto van Warschau gewapend in opstand tegen de nazi's toen het duidelijk werd dat de Duitsers de overgebleven bewoners naar Treblinka stuurden. Joden van de verzetsgroepen Żydowski Związek Wojskowy en Żydowska Organizacja Bojowa vielen de Duitsers en hun handlangers aan met handwapens en Molotovcocktails. Na felle gevechten wonnen de Duitse troepen dankzij hun overmacht en alle inwoners werden naar de vernietigingskampen afgevoerd.

### Concentratiekampen
Er waren omvangrijke verzetspogingen in drie vernietigingskampen.
- Augustus 1943 - opstand in Treblinka: In Treblinka werden vele gebouwen tot de grond afgebrand en ontsnapten 70 gevangenen. 1500 gevangenen werden vermoord en de vergassingen stopten een maand lang.
- Oktober 1943 - Opstand in Sobibór: In Sobibór: 11 Duitse SS-officieren, onder wie de ondercommandant, werden gedood en ongeveer 300 van de 600 gevangen ontsnapten, van wie 50 à 70 de oorlog overleefden. De ontsnapping bracht de nazi's ertoe het kamp te sluiten.
- 7 oktober 1944 - Opstand in Auschwitz: In Auschwitz kwamen de Joodse Sonderkommando's in opstand (deze gevangenen werden apart gehouden om te werken in de gaskamers en crematoria). Vrouwelijke gevangenen hadden explosieven van een wapenfabriek naar binnen gesmokkeld en Crematorium IV werd deels verwoest door een ontploffing. Toen sloot het Kommando van Birkenau-I zich bij hen aan, dat ook de bewakers overmeesterd had en uit dat kamp gebroken was. Daarna probeerden de gevangenen te ontsnappen, maar de meesten van de 250 werden kort daarna vermoord. (Er waren ook vergeefse internationale plannen voor een grote opstand in Auschwitz, tegelijk met een geallieerde luchtaanval en een aanval van het Poolse verzet van buiten).[bron?]

### Partizanen
Verschillende Joodse groepen partizanen opereerden in diverse landen, vooral in Oost-Europa (zie onder meer Bielski-partizanen), maar ook in bijvoorbeeld Italië - zie Eugenio Calò. Joodse vrijwilligers uit het mandaatgebied Palestina, onder wie Hannah Szenes, sprongen als parachutisten boven Europa om verzet te organiseren. (6.000 Joodse vrijwilligers uit Palestina vochten als de Joodse Brigade in het Engelse leger.)

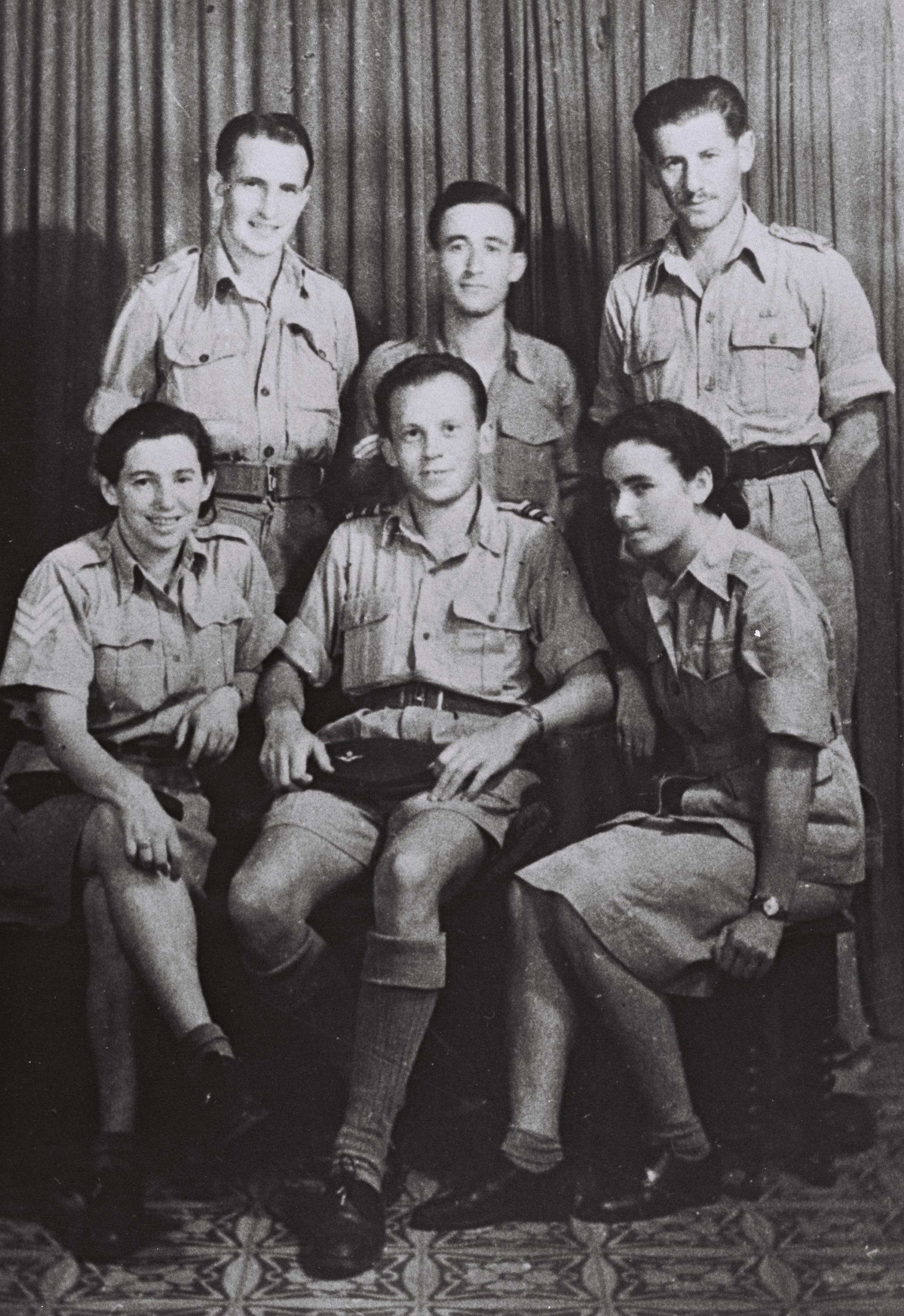
Joodse parachutisten uit mandaatgebied Palestina (oktober 1944)

### In Duitsland
Het Joodse verzet in Duitsland zelf nam vele vormen aan, van sabotage en verstoringen tot spionage voor de geallieerden, de verspreiding van antinazipropaganda, maar ook hulpverlening aan Joodse emigratie uit gebieden die door de Duitsers bezet waren.
Er wordt wel beweerd dat alleen al overleving een verzetsdaad was.
De Joodse deelname aan het Duitse verzet bleef grotendeels beperkt tot de ondergrondse activiteiten van linkse zionistische groepen als de Werkleute, Hashomer Hatzair, Ha-bonim, de Sozialdemokratische Partei Deutschlands, Kommunistische Partei Deutschlands, en onafhankelijke linkse groepen als Neu Beginnen. Deze verzetsgroep ontstond in 1929 uit oppositionele communisten, later kwamen daar sociaaldemocratische jeugdfunctionarissen bij. . Een groot deel van de niet-linkse en niet-Joodse oppositie in Duitsland tegen Hitler (namelijk conservatieve en godsdienstige groepen), koesterden anti-Joodse gevoelens, hoewel zij vaak tegen Hitlers plannen voor uitroeiing van de Joden waren.
Een bekende zaak betrof de arrestatie en terechtstelling van Helmut Hirsch, een Joodse student bouwkunde uit Stuttgart, in verband met een samenzwering om het nazihoofdkwartier in Neurenberg op te blazen. Hirsch raakte betrokken bij het Schwarze Front, een afsplitsing van de nazipartij geleid door Otto Strasser. Na arrestatie door de Gestapo in december 1936, bekende Hirsch voor het Schwarze Front en Strasser een moordaanslag te beramen op Julius Streicher, een vooraanstaande nazi en uitgever van de extreem antisemitische krant Der Stürmer. Hirsch werd op 8 maart 1937 ter dood veroordeeld en 6 juni met een bijl onthoofd.
Een belangrijke bekende Joodse verzetsgroep in Duitsland was de Berlijnse groep van Herbert Baum (de Baum-Gruppe), die actief was van 1937 tot 1942. De groep bestond voornamelijk uit jonge Joodse mannen en vrouwen die antinazi pamfletten verspreidden en half-openbare demonstraties organiseerden. De bekendste actie was op 18 mei 1942 het opblazen van een anti-Sovjettentoonstelling Das Sowjetparadies georganiseerd door Joseph Goebbels in de Lustgarten in Berlijn. De actie leidde tot massa-arrestaties, terechtstellingen en wraakoefeningen tegen Duitse Joden. Dit maakte discussie los in oppositiekringen of het beter was alleen naar overleving te streven.

### In bezet gebied

#### Nederland
In Nederland was de communistische partij de enige bestaande groep die snel in verzet kwam. De eerste twee jaar vormde zij veruit de grootste verzetsgroep. Een grote verzetsdaad was de organisatie van de Februaristaking in 1941, waaraan vele Joden deelnamen, als protest tegen anti-Joodse maatregelen - in het bijzonder de eerste razzia. Die razzia was het gevolg geweest van een vechtpartij tussen nazi's en bokser Bennie Bluhm met een knokploeg die bestond uit Joodse leden van zijn boksschool.

##### Rotterdam
Binnen de ondergrondse communistische partij werd de verzetsgroep de Nederlandse Volksmilitie opgericht onder leiding van de Joodse Sally (Samuel) Dormits, die guerrilla-ervaring had opgedaan in Brazilië en de Spaanse Burgeroorlog. Deze groep ontstond in Den Haag maar werkte later vooral vanuit Rotterdam en telde ongeveer 200 voornamelijk Joodse deelnemers. Ze voerden verscheidene bomaanvallen uit op Duitse treinen met troepen en staken bioscopen in brand, die verboden waren voor Joden. Sally Dormits werd op 17 oktober 1942 gepakt toen hij in een winkel een handtas van een vrouw stal om aan een identiteitsbewijs te komen voor zijn Joodse vriendin, die ook in het verzet zat. Dormits schoot zichzelf op het politiebureau door het hoofd. Uit een kassabon leidde de politie zijn schuilplaats af waar bommen, brandstof, illegale kranten, verslagen van verzetsacties en een lijst deelnemers gevonden werden. De Gestapo werd onmiddellijk ingeschakeld en tweehonderd mensen werden gearresteerd. In de maanden daarna werden nog vele communistische verzetsstrijders in Rotterdam, Den Haag en Amsterdam opgepakt. De Nederlandse politie nam deel aan de marteling van de Joodse communisten. Na een proces werden er 20 doodgeschoten, de overigen kwamen om in concentratiekampen of werden vergast in Auschwitz. Maar enkelen overleefden.

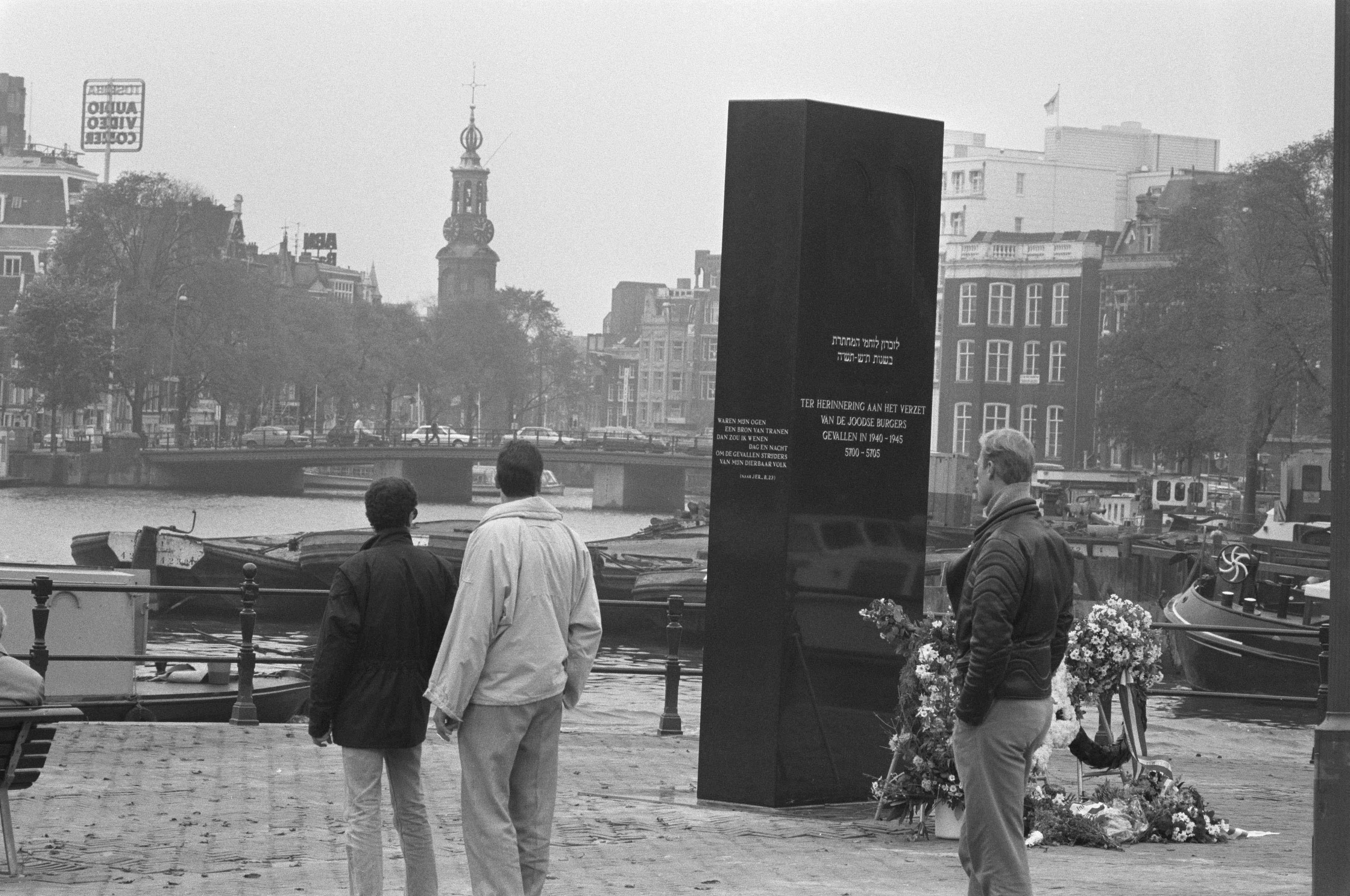
Joods Verzetsmonument in 1988

##### Amsterdam
In Amsterdam werd er Joods verzet gepleegd in en rondom de Hollandsche Schouwburg. Hierin was een belangrijke rol weggelegd voor Walter Süskind, medewerker van de Joodse Raad.
In de verzetsgroep Van Dien, die ontstond rondom het Tehuis Oosteinde, waren voornamelijk Duitse emigranten actief. Zij vervalsten persoonsbewijzen, hielpen mensen onderduiken en hielpen mensen ontsnappen uit doorgangskampen (onder meer in Westerbork).
Ter ere van het Joods verzet staat in Amsterdam het Joods Verzetsmonument, mede op voorspraak van eerdergenoemde Bluhm.

#### België

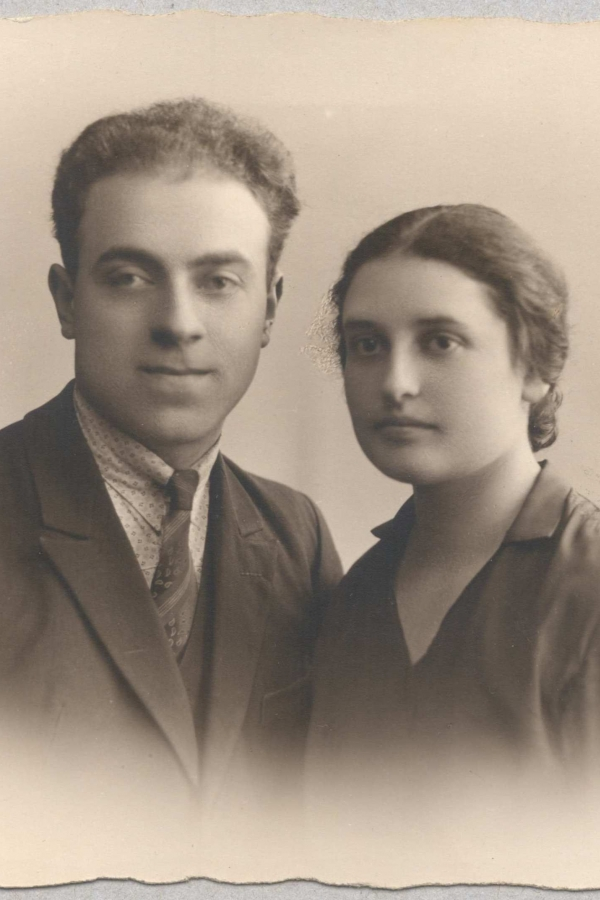
Hertz en Yvonne Have Jospa-Groisman

In België begon het Joodse verzet vroeg in 1941 toen Joodse communisten op grote schaal Belgische collaborateurs aanvielen. Na de invasie van de Sovjet-Unie in juni 1941 pleegde het Joodse verzet sabotage en aanslagen in de steden tegen Duitse troepen.
De gewapende tak van de voornaamste Belgische verzetsbeweging, het "Front de l'Interieur" (F.I.) waren de "Partisans Armés" (P.A.-M.O.I) rond een grote kern van Joodse buitenlanders. Drie groepen van samen ongeveer 100 man waren actief in Brussel en omgeving. Ze schoten de Joodse Holtzinger neer, die verantwoordelijk was voor de transportlijsten voor Joden, en vernietigden documenten op het hoofdkantoor van de A.J.B., de plaatselijke "Judenrat" die op Duits bevel was opgericht.
Op 1 april 1943 werd een aanslag gepleegd tegen het twintigste treinkonvooi van Mechelen naar Auschwitz, een unieke prestatie tijdens de Holocaust in Europa. Youra Livchitz, een jonge Joodse dokter, handelde op eigen initiatief samen met twee Belgische studenten, Robert Maistriau en Jean Franklemon. Ze waren alle drie ook lid van verzetsgroepen. 17 Joden ontsnapten uit de trein, 115 waren al ontsnapt voorafgaand aan de aanslag.
Het Comité de Defense des Juifs (C.D.J., Nederlands: Joodsch verdedigingscomiteit (J.V.C.)) werd in de zomer van 1942 opgericht door de Joodse communist Hertz Jospa en zijn vrouw Yvonne Jospa (Have Groisman), Chaïm Perelman, professor aan de Vrije Universiteit van Brussel, en Abush Verber, leider van een linkse zionistische organisatie. Hun doel was onderduikadressen te vinden voor zo veel mogelijk Joden. Dankzij de hulp van Yvonne Nevejean, hoofd van het O.N.E. (Office National de l'Enfance) werden meer dan 3.000 Joodse kinderen verstopt in weeshuizen, privéhuizen en katholieke instellingen. Ook vele volwassenen konden worden ondergebracht. Rond de 40.000 Joden overleefden in België de oorlog. 28.900 werden gedeporteerd naar Auschwitz (bijna 26.000 vanuit Belgisch gebied samen met 350 Roma), van wie maar 1200 de vernietigingskampen overleefden.

## Organisaties
- American Jewish Joint Distribution Committee
- Antyfaszystowska Organizacja Bojowa
- Betar
- Fareinigte Partizaner Organizacje
- HaShomer HaTzair
- Jewish Anti-Fascist Committee
- Zionist youth movement
- Żydowska Organizacja Bojowa
- Zydowski Zwiazek Walki